# Shallipopi
Shallipopi, pseudonimo di Crown Uzama (Benin City, 12 aprile 2000), è un cantante e rapper nigeriano.

## Biografia
Shallipopi, laureatosi in informatica all'Auchi Polytechnic, si è fatto conoscere con i brani di successo Obapluto ed Ex Convict, che hanno entrambi raggiunto la top ten dell'Official Nigeria Top 100 di TurnTable e sono contenuti nell'EP d'esordio Planet Pluto (2023). Il progetto si è fermato alla 2ª posizione della classifica nazionale.
Nel novembre 2023 è stato messo in commercio il suo primo album in studio Presido La Pluto, numero uno in Nigeria. Esso ha prodotto l'estratto Cast, un duetto con Odumodublvck, eleggibile per quattro dischi di platino, riconosciuto ai premi Headies come miglior singolo rap e candidato in tre ulteriori categorie.
Nell'aprile 2024 ha avviato la tournée Nigeria's Most Wanted a fianco di Odumodublvck ed è stato pubblicato il suo secondo disco di inediti, intitolato Shakespopi; esso ha esordito direttamente in cima alla graduatoria nigeriana, mantenendo la prima posizione per tre settimane di fila. Un anno più tardi l'artista ha imbarcato un tour musicale da solista in Canada e ha piazzato il suo primo ingresso nella Official Singles Chart con Laho, supportato da un remix con Burna Boy. Laho ha inoltre scalato la Local and International Streaming Chart della Recording Industry of South Africa fino alla 2ª posizione.
Shallipopi ha ricevuto la candidatura per il BET Award al miglior artista esordiente internazionale nel maggio 2025.

## Vita privata
Nel maggio 2023 è stato arrestato dall'Economic and Financial Crimes Commission assieme al manager per frode su Internet. È stato in seguito condannato a due anni di reclusione con la possibilità di scontare la condanna pagando una multa.

## Discografia

### Album in studio
- 2023 – Presido La Pluto
- 2024 – Shakespopi

### EP
- 2023 – Planet Pluto

### Singoli
- 2021 – Gra gra
- 2022 – Shaka
- 2022 – Power
- 2023 – Elon Musk (solo o con Zlatan e Fireboy DML)
- 2023 – Sharpiru
- 2023 – Ex Convict
- 2023 – So What? (con Tekno)
- 2023 – Things on Things
- 2023 – Oscroh (Pepperline)
- 2023 – Puff & Pass (con Zerrydl)
- 2023 – Child's Play (con Tega Boi Dc)
- 2023 – Evil Receive
- 2024 – A Collision of Two Worlds 2.0 (con The Real Prechly feat. DJ Lux & DJ Guti BPM)
- 2024 – Benin Boys (con Rema)
- 2024 – Eye Service
- 2024 – Order (con Olamide)
- 2025 – Laho (solo o con Burna Boy o Rauw Alejandro)
- 2025 – Zaazaa (con Frenna)